# Frankatura wielokrotna
Frankatura wielokrotna – frankatura składająca się z kilku znaczków pocztowych o tym samym wzorze, nominale, barwie i technice wykonania. Frankatury wielokrotne o wysokim nominale spotykane są bardzo rzadko.